# 航路高地 (华盛顿州)
航路高地（英文：Airway Heights），是美国华盛顿州斯波坎县下属的一座城市。根据 2000年美国人口普查，该市有人口4,500人。根据2010年美国人口普查，该市有人口6,114人。而2011年估计该市有6,138人。该城的名称来自其紧邻斯波坎国际机场和费尔柴尔德空军基地的位置。